# Färgbränning
Färgbränning är en keramisk bränning, där det keramiska godset bränns upp till temperaturområdet 800–1 000 °C.
Färgbränning företas i huvudsak i två olika situationer. 
- Då man har skröjbränt gods som dekorerats med underglasyrfärg, eller färgande oxider. Orsaken är då att dekorationen inte skall följa med glasyren när den smälter i bränningen.
- Då man har ett redan glasyrbränt alster, som efter glasyrbränningen påförts exempelvis överglasyrfärger, så kallat glansguld eller dylikt. Detta senare förfarande går till tider även under den mindre korrekta benämningen porslinsmålning, eftersom metoden framför allt har använts på porslin. Termen porslinsmålning begränsar sig egentligen till porslin, men metoden kan med fördel användas på andra lertyper, som stengods och lergods – varför exempelvis en beteckning som "underglasyrmålning" egentligen vore mera adekvat.

Färgbränningen skiljer sig från glasyrbränningen såtillvida, att temperaturen för glasyr sällan ligger under 1 020 grader – lågbrännande glasyrer börjar alltså smälta ut, 20 grader högre upp än färgbränningens maxtemperatur ungefär. Stengods och porslin glasyrbränns vid en temperatur på mer än 1200 grader. Den skiljer sig också från skröjbränningen genom att man under färgbränningen vanligen försöker nå topptemperaturen snabbast möjligt, medan skröjbränningen, som tjänar till att göra den obrända leran hård, kräver ett långsammare tempo upp till åtminstone 500 grader, för att inte spricka.
Färgbränning är bara en av många olika slags keramiska bränningar, såsom exempelvis rakubränning, saltbränning och råbränning.